# 응우옌푹미엔삭
응우옌푹미엔삭(베트남어: Nguyễn Phúc Miên Sách / 阮福綿𡩡 완복면삭, 1839년 12월 11일 ~ 1856년 1월 27일)은 응우옌 왕조의 황족이다. 민망 황제의 77번째 아들로, 생모는 혜빈(惠嬪) 쩐티후언(陳氏勳)이다.

## 생애
민망 20년 음력 11월 6일(1839년 12월 11일), 출생하였다.
뜨득 8년 음력 12월 20일(1856년 1월 27일), 사망하니 향년 17세였다.
뜨득 20년(1867년), 전친사(展親祠)에 열사(列祀)되었다.
함응이 원년(1885년) 가을, 친훈사(親勳祠)에 합사되었다.
황자 응우옌푹미엔짝(阮福綿宅), 광녕군왕(廣寧郡王) 응우옌푹미엔멋, 황자 응우옌푹미엔띤(阮福綿𡨽), 안국공(安國公) 응우옌푹미엔응온, 황자 응우옌푹미엔텃(阮福綿室), 안길공주(安吉公主) 응우옌응옥뉴툭, 의하공주(義河公主) 응우옌응옥뜨엉호아, 방향공주(芳香公主) 응우옌응옥냔안, 춘화공주(春和公主) 응우옌응옥툭뜨, 미예공주(美裔公主) 응우옌응옥호아냔, 다록공주(多祿公主) 응우옌응옥뉴호아, 통랑공주(通朗公主) 응우옌응옥르엉냔, 황녀 응우옌응옥르엉띤(阮玉良靜), 의춘공주(宜春公主) 응우옌응옥푹뜨엉과 동복형제·남매이다.
티에우찌 5년(1845년) 음력 7월, 후예들의 이름을 짓는 데 쓰도록 우(又) 자부(字部)를 하사받았으나, 자녀를 두지 못하고 사망하였다.

## 참고 문헌
- 《대남식록》정편(正編) 열전(列傳) 2집(二集) 권7(卷七)
- 《완복족세보(阮福族世譜)》